# Ларнака
Ларнака (грч. Λάρνακα/тур. Larnaka) је трећи по величини и значају град на Кипру, на његовој југоисточној обали. Поред града се налази највећи међународни аеродром Кипра "Међународни аеродром Ларнака". У античка времена Ларнака се звала Китион (лат.Citium), а библијско име града Китим се користило за цели Кипар.

## Назив
Новозаветна личност Четвородневни Лазар је по црквеном предању био први владика на Кипру, 30 година у овом граду, где је по истом предању, други пут и умро и био сахрањен. Ларнака, што на грчком језику значи гробница (Ларнакс), је добила име управо по другој Лазаревој гробници.

## Географија
Ларнака се сместила на југоисточној обали острва Кипар. Од главног града Никозије Ларнака је удаљена 60 km јужно, а од такође значајног Лимасола 60 km источно.
Рељеф Ларнака се налази на обали Средоземног мора, на 0–30 m надморске висине. Град се образовао у приобалној равници, плодној и густо насељеној, изнад које се северозападно издижу највише планине на Кипру, Тродос планине. Ка североистоку се пружа средишња равница на острву, Месаорија.
Клима у Ларнаки је средоземна са елементима сушне, степске климе. Просечна годишња температура је чак 25 подеока, а падавина има мало — око 350 мм/м².
Воде: Ларнака се налази у источном Средоземљу (познатом и као Левантско море). Град излази на отворено море. У копненом делу града има пар малих и безначајних водотока, који често пресушују. Поред града се налази и истоимено слано језеро.

## Историја
Ларнака је најстарији град на Кипру и позната је као Китион или Китијум. Као град на раскршћу цивилизација, град је имао веома бурну историју. За разлику од других античких градова Кипра, које је становништво повремено становништво напуштало Ларнака је стално настањена од времена стварања града пре око 6 хиљада година.
По предању прво насеље је основао Нојин праунук Китим. Међутим, најранији налази на подручју града су из Микенскога доба (око 1400. п. н. е. до 1100. п. н. е.) и верује се да је то била егејска колонија. Краљевину Китион основали су Грци Микењани у 13. веку п. н. е. и тада је то била богата лука и важно средиште трговине бакром. Из тога раздобља постоје киклопски зидови и комплекс микенских храмова.
После тога овде се развијала феничанска колонија, најважнија на острву, да би још касније постала део хеленистичког света. Антички локалитет је на северном крају данашње Ларнаке.
Откривен је споменик асиријског краља Саргона II, који говори да је Китијум био и управно средиште у време Асиријског протектората (709. п. н. е. — 668. п. н. е.). За време јонске побуне Грка против Персије у 4. веку п. н. е. Китијум је био на страни Персије, па су га Атињани опседали 449. п. н. е.
Византијско раздобље Ларнаке је значајно по Цркви Светог Лазара из 9. века. У ово доба долази замаха гусарења, па приобални градови Кипра, укључујући Ларнаку, почињу слабити. После тога град заузимају и вековима држе Латини Лузињани. Османлије заузимају град и цео Кипар 1625. године и владају 250 година.
1878. године, Берлинским конгресом, Кипар је додељен на управу Уједињеном Краљевству. 1960. године Кипар се коначно осамосталио. Међутим, Ларнака се споро развијала. Тако је 1973. имала 22.000 становника. Турска окупација северног дела Кипра је створила велику кризу, у којој је 200.000 Грка протерано из кућа на северном Кипру. У Ларнаку је дошло 40.000 избеглица, што је, парадоксално, дало нови полет граду. Окупација је допринела и померању тежишта развоја острва к мирнијем југу, што је такође ишло у корист развоју Ларнаке последњих деценија.

## Знаменитости
Претеча данаше Ларнаке је антички град Китијум, чије су рушевине и данас видљиве. Најранији археолошки налази су из 13. века п. н. е. Подручје су изградили ахајски Грци. На месту античког Китијума налазе се киклопске зидине.
Близу међународног аеродрома у Ларнаци налази се Ларнака слано језеро. Током зиме се пуни водом и посећују га фламингоси од новембра до марта. Лети се осуши. Кроз историју се користило као место где се сакупљала сол, по којој је Ларнака била позната.
Црква светог Лазара је предивна православна црква саграђена на гробу светог Лазара, брата Марије и Марте. Око 890. нађен је његов гроб, на коме је писало, Лазар, Христов пријатељ.
Хала Султан Теке је муслиманско светилиште на 5 km западно од Ларнаке. Ту се налази гроб Мухамедове помајке Ум Харам, која је погинула на том месту 647. године приликом опсаде Ларнаке од стране Арапа. Ту је била сахрањена, а Турци су много векова касније ту саградили џамију.
Тврђаву Ларнака саградили су Турци почев од 1625. године. Тврђава је данас музеј, а током лета двориште се претвара у позориште.

## Становништво
| Година       |
| Становништво |
| ------------ |

Ларнака данас има око 70 хиљада становника у градским границама и око 100 хиљада становника у ширем градском подручју. Данас су становници махом Грци, док се некада присутна турска мањина иселила после турске инвазије. Истовремено град је примио на хиљаде грчких избеглица са севера острва. Последњих година у град се насељава и све више странаца, или економских усељеника са Истока или некадашњих туриста са Запада.

## Привреда
Ларнака је најзначајнија улазна тачка на Кипар. Поред града се налази Међународни аеродром Ларнака, а градска лука је друга по значају у држави.
Град има и развијену индустрију, смештену махом у северном делу града. Ту се налази главна кипарска рафинерија нафте.
Ларнака је и значајно туристичко одредиште, пре свега везано за приобаље са шеталиштем, марином и плажама. Уз то шеталиште одвија се већина великих фестивала. Најзначајнији фестивал је „Фестивал потопа“ (катаклизмос), који се слави почетком лета уз серију културних догађаја у граду.

## Познате личности из Ларнаке
- Стоички филозоф Зенон потиче из Ларнаке, тадашег Китијума. Кажу да је почео са стоичким изучавањима, када је изгубио све што је имао у једном бродолому. Његова мермерна биста краси данашњу Ларнаку.
- Атински генерал Кимон погинуо је током одбране Китијума у великој бици са персијским царем Ксерксом. Када је умирао наредио је да сакрију његову смрт док се битка не заврши.
- Грчка певачица Ана Виси рођена је у Ларнаци.

## Партнерски градови
- Илијуполи
- Тулча
- Акапулко
- Ајачо
- Братислава
- Галаксиди
- Јаница
- Глифада
- Лариса
- Лерос
- Лондонска општина Харингеј
- Мариквил
- Новосибирск
- Одеса
- Пиреј
- Поти
- Саранда
- Сегедин
- Тарпон Спрингс
- Тјенцин
- Триполи
- Венеција
- Маргејт

## Галерија
- Споменик
- Стадион у Ларнаци